# Abdal Málik Chaíbrí
Abdal Málik Chaíbrí (arabsky عبدالملك الخيبري‎; * 13. března 1986) je saúdskoarabský fotbalista hrající na postu defenzivního záložníka, který v současnosti hraje za saúdskoarabský klub Al Hilal FC.